# Rhipidolestes amamiensis
Rhipidolestes amamiensis – gatunek ważki z rodziny Rhipidolestidae. Występuje na Wyspach Amami (część należącego do Japonii archipelagu Riukiu). Opisał go Katsuyoshi Ishida w 2005 roku.